# Almazán
Almazán (spanskt uttal: [almaˈθan]) är en småstad och kommun i provinsen Soria i den autonoma regionen Kastilien och León i norra Spanien. Staden ligger vid floden Duero, cirka 31,5 kilometer söder om Soria. Kommunen har 5 476 invånare (2024), på en yta av 166,53 km².